# Temporada 2002 del Campeonato Mundial de Supersport
La Temporada 2002 del Campeonato Mundial de Supersport fue la cuarta temporada del Campeonato Mundial de Supersport, pero la sexta teniendo en cuenta las dos celebradas bajo el nombre de Serie Mundial de Supersport. La temporada comenzó el 10 de marzo en Circuito Ricardo Tormo y terminó el 29 de septiembre en Circuito de Monza después de 12 carreras.
El campeonato de pilotos fue ganado por Fabien Foret con un total de 5 victorias. El campeonato de constructores fue ganado por Suzuki.

## Calendario y resultados
| Ronda | Fecha            | Ronda                       | Circuito         | Piloto Ganador    | Vuelta rápida     | Pole Position    |
| ----- | ---------------- | --------------------------- | ---------------- | ----------------- | ----------------- | ---------------- |
| 1     | 10 de marzo      | Bandera de España           | Valencia         | Fabien Foret      | Fabien Foret      | Fabien Foret     |
| 2     | 24 de marzo      | Bandera de Australia        | Phillip Island   | Andrew Pitt       | Andrew Pitt       | Andrew Pitt      |
| 3     | 7 de abril       | Bandera de Sudáfrica        | Kyalami          | Stéphane Chambon  | Andrew Pitt       | Andrew Pitt      |
| 4     | 21 de abril      | Bandera de Japón            | Circuito de Sugo | Katsuaki Fujiwara | Stéphane Chambon  | Stéphane Chambon |
| 5     | 12 de mayo       | Bandera de Italia           | Monza            | Chris Vermeulen   | Fabien Foret      | Stéphane Chambon |
| 6     | 26 de mayo       | Bandera del Reino Unido     | Silverstone      | Fabien Foret      | James Whitham     | Stéphane Chambon |
| 7     | 9 de junio       | Bandera de Alemania         | Lausitz          | Fabien Foret      | Katsuaki Fujiwara | Stéphane Chambon |
| 8     | 23 de junio      | Bandera de San Marino       | Misano Adriatico | Fabien Foret      | Fabien Foret      | Fabien Foret     |
| 9     | 28 de julio      |                             | Brands Hatch     | Fabien Foret      | Katsuaki Fujiwara | Fabien Foret     |
| 10    | 1 de septiembre  | Bandera de Alemania         | Oschersleben     | Katsuaki Fujiwara | Paolo Casoli      | Fabien Foret     |
| 11    | 8 de septiembre  | Bandera de los Países Bajos | Assen            | Chris Vermeulen   | Fabien Foret      | Fabien Foret     |
| 12    | 29 de septiembre | Bandera de Italia           | Imola            | Fabien Foret      | Katsuaki Fujiwara | Fabien Foret     |

## Estadísticas

### Campeonato de pilotos
| Pos | Piloto                | Constructor     | Equipo                         | Pts |
| --- | --------------------- | --------------- | ------------------------------ | --- |
| 1   | Fabien Foret          | Honda CBR 600F  | Ten Kate Honda                 | 186 |
| 2   | Katsuaki Fujiwara     | Suzuki GSX-R600 | Alstare Suzuki Corona          | 181 |
| 3   | Stéphane Chambon      | Suzuki GSX-R600 | Alstare Suzuki Corona          | 162 |
| 4   | Paolo Casoli          | Yamaha YZF-R6   | Yamaha Belgarda                | 128 |
| 5   | Andrew Pitt           | Kawasaki ZX-6R  | Kawasaki Racing                | 126 |
| 6   | Christian Kellner     | Yamaha YZF-R6   | Yamaha Motor Germany           | 94  |
| 7   | Chris Vermeulen       | Honda CBR600F   | Van-zon-Honda-T.K.R.           | 90  |
|     | Jörg Teuchert         | Yamaha YZF-R6   | Yamaha Motor Germany           | 90  |
| 9   | Iain MacPherson       | Honda CBR 600F  | Ten Kate Honda                 | 83  |
| 10  | Jamie Whitham         | Yamaha YZF-R6   | Yamaha Belgarda                | 80  |
| 11  | Kevin Curtain         | Yamaha YZF-R6   | Yamaha Belgarda                | 56  |
|     | Alessio Corradi       | Yamaha YZF-R6   | Team Italia Spadaro            | 56  |
| 13  | Piergiorgio Bontempi  | Ducati 748R     | Ducati NCR Nortel Networks     | 51  |
| 14  | Karl Muggeridge       | Honda CBR600F   | Honda UK Race                  | 43  |
| 15  | Christophe Cogan      | Honda CBR600F   | BKM Honda Racing               | 34  |
| 16  | Stefano Cruciani      | Yamaha YZF-R6   | Team Italia Lorenzini by Leoni | 31  |
| 17  | Werner Daemen         | Honda CBR600F   | Van-zon-Honda-T.K.R.           | 29  |
| 18  | Robert Ulm            | Yamaha YZF-R6   | OPCM Racing                    | 25  |
| 19  | Antonio Carlacci      | Yamaha YZF-R6   | Lorenzini by Leoni             | 20  |
|     | James Ellison         | Kawasaki ZX-6R  | Kawasaki Racing                | 20  |
| 21  | Matthieu Lagrive      | Yamaha YZF-R6   | Saveko Racing                  | 18  |
| 22  | Gianluca Nannelli     | Ducati 748R     | Rox Racing                     | 12  |
| 23  | Diego Giugovaz        | Yamaha YZF-R6   | GIMotorsport                   | 10  |
| 24  | Jan Hansson           | Honda CBR600F   | Esha-Kobutex                   | 9   |
| 25  | Sébastien Charpentier | Honda CBR600F   | Moto 1                         | 6   |
|     | Stuart Easton         | Ducati 748R     | Monster Mob Ducati             | 6   |
|     | Robert Frost          | Yamaha YZF-R6   | Saveko Racing                  | 6   |
|     | Jürgen Oelschläger    | Honda CBR600F   | Alpha Technik Honda            | 6   |
| 29  | Brian Laurent         | Honda CBR600F   | BKM Honda Racing               | 5   |
|     | David de Gea          | Honda CBR600F   | BKM Honda Racing               | 5   |
| 31  | John McGuinness       | Honda CBR600F   | Honda UK Race                  | 4   |
| 32  | Christian Zaiser      | Yamaha YZF-R6   | OPCM Racing                    | 3   |
| 33  | Paul Young            | Honda CBR600F   | Van-zon-Honda-T.K.R.           | 2   |
| 34  | Michael Laverty       | Honda CBR600F   | Honda UK Race                  | 1   |
|     | Camillo Mariottini    | Yamaha YZF-R6   | Parl Moto                      | 1   |
|     | Arushen Moodley       | Honda CBR600F   | Dynamic Exp. S. Compaq         | 1   |

### Campeonato de constructores
| Pos | Constructor | Pts |
| --- | ----------- | --- |
| 1   | Suzuki      | 229 |
| 2   | Honda       | 209 |
| 3   | Yamaha      | 192 |
| 4   | Kawasaki    | 134 |
| 5   | Ducati      | 61  |